# Taipan
Taipan é o nome-comum das serpentes do género Oxyuranus, da família Elapidae. São serpentes grandes, ágeis e extremamente peçonhentas, endémicas da Australia. Atualmente são reconhecidas três espécies, uma das quais, a taipan-costeira tem duas subespécies. São consideradas entre as serpentes mais letais conhecidas.

## Etimologia
O nome-comum, taipan, foi criado pelo antropólogo Donald Thomson a partir da palavra usada pelo povo aborígene Wik-Mungkan, que habita a zona central da Península do Cabo York, em Queensland, Austrália.

## Espécies e distribuição geográfica
As três espécies conhecidas são: a taipan-costeira (Oxyuranus scutellatus), a taipan-do-interior (Oxyuranus microlepidotus), e uma terceira espécie descoberta recentemente, a taipan-das-cordilheiras-centrais (Oxyuranus temporalis). A taipan-costeira tem duas subespécies: a taipan-costeira (O. s. scutellatus), encontrada ao longo da costa nordeste de Queensland, e a taipan-da-papuásia (O. s. canni), encontrada na costa sul da Papua-Nova Guiné.

## Dieta
As suas dietas consistem sobretudo de pequenos mamíferos, em particular ratos e bandicoots.

## Veneno

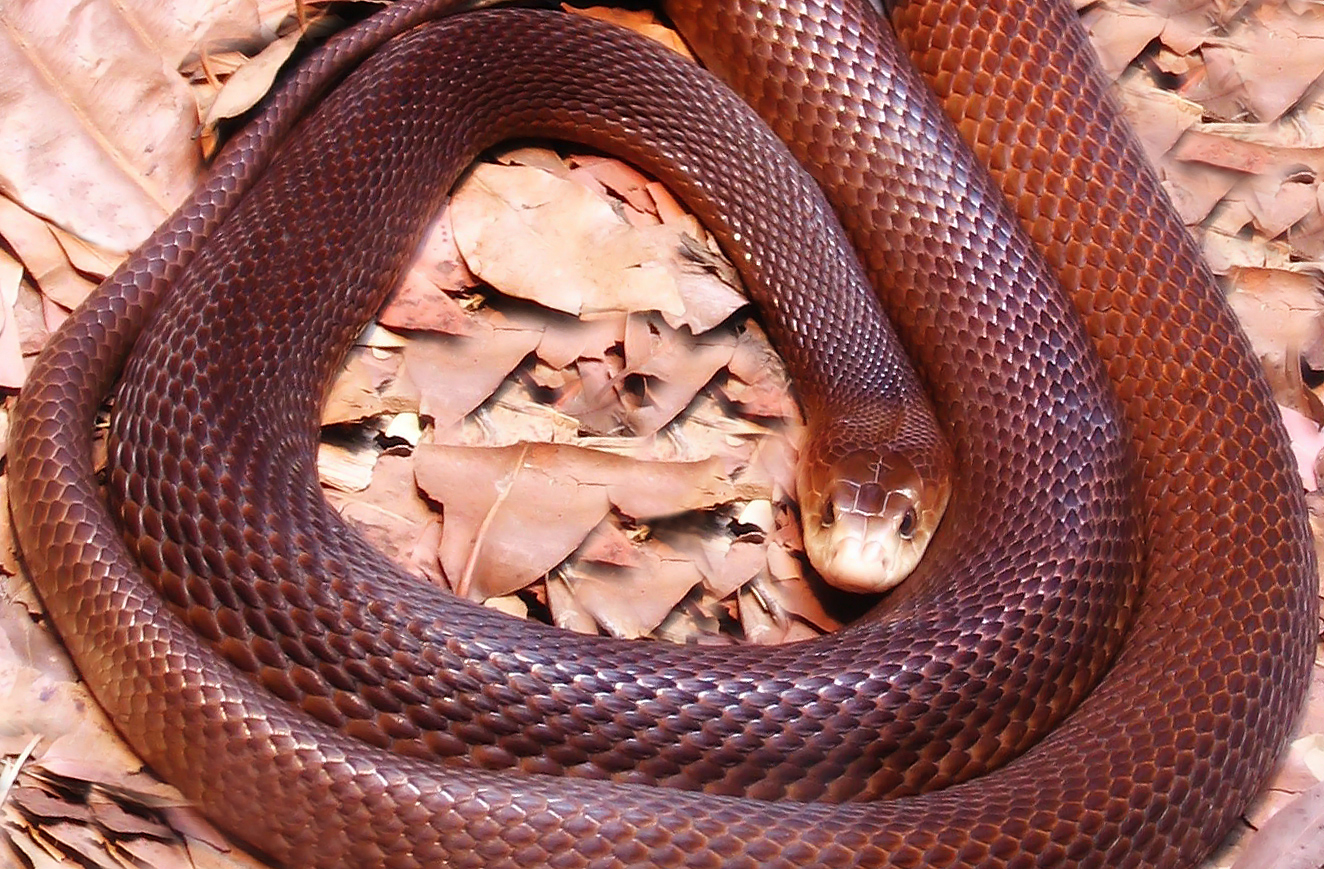
Uma taipan-costeira.

As espécies deste género, possuem um veneno altamente neurotóxico com alguns outros componentes tóxicos que produzem efeitos múltiplos nas vítimas. Sabe-se que o veneno paraliza o sistema nervoso da vítima e coagula o sangue, bloqueando os vasos sanguíneos e consumindo fatores de coagulação. As espécies deste género são consideradas entre as serpentes terrestres mais venenosas segundo a dose letal mediana dos seus venenos em ratos. A taipan-do-interior é considerada a mais venenosa das serpentes terrestres e a taipan-costeira, que é possivelmente a maior serpente venenosa da Austrália, é a terceira serpente terrestre mais venenosa. Existem menos estudos sobre a taipan-das-cordilheiras-centrais do que para as outras duas espécies, pelo que a toxicidade do seu veneno não é conhecida com detalhe, mas poderia ser ainda mais venenosa que as restantes espécies de taipan. Além da toxicidade do veneno, as quantidades de veneno injetadas devem ser tidas em conta no momento de avaliar o risco. A taipan-costeira é capaz de injetar uma grande quantidade de veneno devido ao seu grande tamanho.
Em 1950, Kevin Budden, um herpetólogo amador, foi uma das primeiras pessoas a capturar uma taipan viva, mas foi mordido durante a captura, morrendo no dia seguinte. Esta serpente morreria algumas semanas mais tarde, mas não antes de que o zoólogo David Fleay colhera amostras de veneno, as quais foram usadas para desenvolver um antídoto, o qual passou a estar disponível em 1955.
No seu livro 'Venom', que explora o desenvolvimento de um antídoto para o venenos das taipan na Austrália, o autor Brendan James Murray sustenta que há apenas uma pessoa que se sabe ter sobrevivido a uma mordedura de Oxyuranus sem antídoto: George Rosendale, um aborígene Guugu Yimithirr, mordido em Hope Vale em 1949.
O temperamento também varia entre as espécies. A taipan-do-interior é geralmente tímida, enquanto a taipan-costeira pode ser bastante agressiva quando encurralada.

## Espécies
| Espécie                   | Autor                | Subspécies | Nome-comum                       |
| ------------------------- | -------------------- | ---------- | -------------------------------- |
| Oxyuranus microlepidotusT | (F. McCoy, 1879)     | 0          | Taipan-do-interior               |
| Oxyuranus scutellatus     | (W. Peters, 1867)    | 2          | Taipan-costeira                  |
| Oxyuranus temporalis      | Doughty et al., 2007 | 0          | Taipan-das-cordilheiras-centrais |